# Metallata funesta
Metallata funesta är en fjärilsart som beskrevs av Walker 1865. Metallata funesta ingår i släktet Metallata och familjen nattflyn. Inga underarter finns listade i Catalogue of Life.